# كلارا ستيرن
كلارا ستيرن (بالإنجليزية: Clara Stern)‏ كانت كلارا ستيرن (ولدت في 12 مارس 1877 في برلين في ألمانيا وتوفيت عام 1945 في نيويورك الولايات المتحدة) (نيي كلارا جوزيفي) مبتكرة في مجال علم النفس التنموي مع زوجها عالم النفس ويليام ستيرن.